# Edward Carrere
Pour les articles homonymes, voir Carrere.
Edward Carrere est un directeur artistique américain né le 13 octobre 1906 au Mexique et mort le 19 décembre 1984 à Mission Viejo (Californie).

## Filmographie (sélection)
- 1948 : Les Aventures de Don Juan (Adventures of Don Juan) de Vincent Sherman
- 1949 : L'enfer est à lui (White Heat) de Raoul Walsh
- 1949 : Le Rebelle (The Fountainhead) de King Vidor
- 1950 : La Flèche et le Flambeau (The Flame and the Arrow) de Jacques Tourneur
- 1952 : La Vallée des géants (The Big Trees) de Felix E. Feist
- 1953 : Le Bagarreur du Pacifique (South Sea Woman) d'Arthur Lubin
- 1953 : So This Is Love de Gordon Douglas
- 1954 : Le crime était presque parfait (Dial M for Murder) d'Alfred Hitchcock
- 1955 : La Peur au ventre (I Died a Thousand Times) de Stuart Heisler
- 1956 : Hélène de Troie (Helen of Troy) de Robert Wise
- 1958 : Le Vieil Homme et la Mer (The Old Man and the Sea) de John Sturges
- 1958 : Tables séparées (Separate Tables) de Delbert Mann
- 1959 : Au fil de l'épée (The Devil's Disciple) de Guy Hamilton
- 1960 : Elmer Gantry le charlatan (Elmer Gantry) de Richard Brooks
- 1960 : Sunrise at Campobello de Vincent J. Donehue
- 1961 : François d'Assise (Francis of Assisi) de Michael Curtiz
- 1962 : Taras Bulba de J. Lee Thompson
- 1967 : Camelot de Joshua Logan
- 1969 : La Horde sauvage (The Wild Bunch) de Sam Peckinpah
- 1970 : Le Reptile (There Was a Crooked Man) de Joseph L. Mankiewicz

## Distinctions

### Récompenses
- Oscars 1968 : Oscar des meilleurs décors pour Camelot

### Nominations
- Oscars 1950 : Oscar des meilleurs décors pour Les Aventures de don Juan
- Oscars 1961 : Oscar des meilleurs décors pour Sunrise at Campobello